# Erin (Wisconsin)
Pour les articles homonymes, voir Erin.
Erin est une ville du comté de Washington, dans le Wisconsin, aux États-Unis.
On y trouve, dans les montagnes, le sanctuaire Sainte-Marie-Auxiliatrice, que l’Église catholique reconnaît basilique mineure, et que la Conférence des évêques catholiques des États-Unis a désigné sanctuaire national.